# Elektromos ellenállás
Elektromos ellenállásnak (pontosabban egyenáramú ellenállásnak, röviden ellenállásnak) nevezzük az elektromos vezető két pontjára kapcsolt feszültség és a vezetőn áthaladó áram erősségének a hányadosaként értelmezett fizikai mennyiséget. Jele a latin resistentia (=ellenállás) szó alapján R. 
{\displaystyle R={\frac {U}{I}}}, ahol {\displaystyle U} a feszültség, {\displaystyle I} az áramerősség.

## Az ellenállás magyarázata
Az elektromos vezetőkben szabad töltéshordozók (elektronok, protonok, ionok stb.) vannak, amelyek a vezetőn belül rendezetlen hőmozgást végeznek. Ha a vezetőre feszültséget kapcsolunk, akkor a feszültség polaritása és a töltéshordozók töltésének előjele által meghatározott irányú rendezett mozgás jön létre. Az áramló töltéshordozók gyorsuló mozgást végeznek, és időnként kölcsönhatásba lépnek a vezető anyagát alkotó részecskékkel. A külső tér által végzett munka révén a gyorsuló töltéshordozók energiára tesznek szert. Ez az energia a kölcsönhatás során a vezető belső energiáját növeli, aminek ezzel együtt többnyire a hőmérséklete is növekszik. A töltéshordozók mozgását, azaz az elektromos áramot a vezető tehát kisebb-nagyobb mértékben akadályozza. A vezető ezen akadályozó tulajdonságát jellemezzük az egyenáramú ellenállással. Fentiekből érthetően az ellenállás függ a hőmérséklettől.
Váltóáramú hálózatokban az ellenállás szerepét a komplex impedancia (röviden impedancia) veszi át.

## Az ellenállás mértékegysége
Az ellenállás SI-mértékegysége az ohm, jele: Ω. Nevét Georg Simon Ohm német fizikusról kapta.
Az ellenállás definíciójából adódóan:
{\displaystyle \left[R\right]={\frac {\left[U\right]}{\left[I\right]}}={\frac {\mbox{V}}{\mbox{A}}}=\Omega }.
Az ohm az SI-alapegységekkel kifejezve:
{\displaystyle \Omega =\mathrm {m} ^{2}\cdot \mathrm {kg} \cdot \mathrm {s} ^{-3}\cdot \mathrm {A} ^{-2}}.
Az ellenállás gyakrabban használt további mértékegységeit az alábbi táblázat tartalmazza. 
| Név            | Jel | Értéke | Értéke          |
| -------------- | --- | ------ | --------------- |
| milliohm       | mΩ  | 10−3 Ω | 0,001 Ω         |
| kiloohm        | kΩ  | 103 Ω  | 1000 Ω          |
| megaohm/megohm | MΩ  | 106 Ω  | 1 000 000 Ω     |
| gigaohm        | GΩ  | 109 Ω  | 1 000 000 000 Ω |

## Elektromos vezetőképesség
Az ellenállás reciproka az elektromos vezetőképesség: {\displaystyle G={\frac {1}{R}}={\frac {I}{U}}}
Mértékegysége: siemens (S , {\displaystyle \mho }), amit Ernst Werner von Siemens német feltalálóról neveztek el.

## Huzalok ellenállása. A fajlagos ellenállás

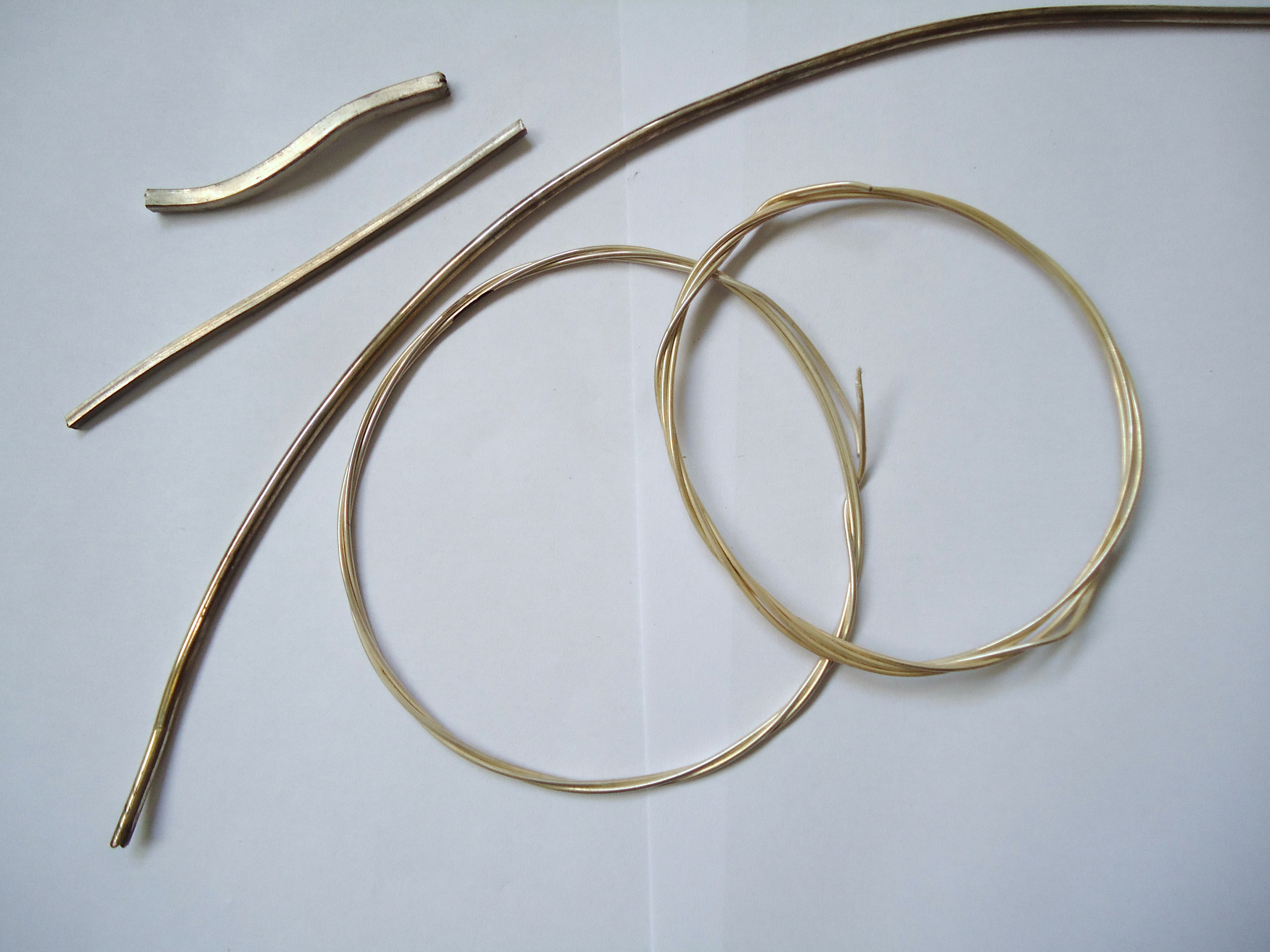
Ezüsthuzalok

A huzalok viszonylag hosszú, azonos keresztmetszetű és azonos anyagú vezetők. Kísérletekkel igazolható, hogy állandó hőmérsékleten adott anyagból készült huzalok ellenállása egyenesen arányos a huzal hosszával ({\displaystyle l}), és fordítottan arányos a huzal keresztmetszetével ({\displaystyle A}).
{\displaystyle R=\rho {\frac {l}{A}}},
ahol a {\displaystyle \rho } arányossági tényező az adott anyagra jellemző fajlagos ellenállás. 
A fajlagos ellenállás SI-mértékegysége: ohm·méter, jele: Ω·m. 
A gyakorlatban használják még az Ω·mm²/m egységet is. 
A két mértékegység közti kapcsolat:
{\displaystyle 1\ {\frac {\Omega \cdot \mathrm {mm} ^{2}}{\mathrm {m} }}=10^{-6}\ \Omega \cdot \mathrm {m} }

## Az ellenállás hőmérsékletfüggése
A mérések szerint az ellenállás függ a hőmérséklettől. Melegítés hatására a fémek ellenállása általában növekszik, a grafit, a félvezetők, az elektrolitok ellenállása pedig általában csökken. Az ellenállás-változás jelentős része abból adódik, hogy a vezető fajlagos ellenállása függ a hőmérséklettől, a hőtágulásból eredő méretváltozások szerepe elhanyagolhatóan kicsi.
A fémes vezetők ellenállásának relatív megváltozása közönséges hőmérsékleteken, nem túl nagy tartományban (pl. 0 °C – 100 °C között) megközelítőleg egyenesen arányos a hőmérséklet-változással, azaz
{\displaystyle {\frac {R-R_{0}}{R_{0}}}=\alpha _{0}(T-T_{0})},
ahol {\displaystyle \alpha _{0}} állandó az adott anyag adott {\displaystyle T_{0}}hőmérséklet környékén mért ellenállás hőfoktényezője (vagy hőmérsékleti tényezője, röviden hőfoktényezője). 
A fenti összefüggésből:
{\displaystyle \alpha _{0}={\frac {R-R_{0}}{R_{0}(T-T_{0})}}}.
A T0 kiindulási hőmérséklet többnyire 0 °C vagy 20 °C, az ehhez tartozó fajlagos ellenállást ρ0 jelöli. Az anyagok hőfoktényezőjének megadásakor meg kell adni, hogy az adatok milyen kiindulási hőmérsékletre vonatkoznak. A hőfoktényező SI-mértékegysége:
{\displaystyle \left[\alpha \right]={\frac {\left[\rho -\rho _{0}\right]}{\left[\rho _{0}\right]\cdot \left[T-T_{0}\right]}}={\frac {\Omega \cdot \mathrm {m} }{\Omega \cdot \mathrm {m} \cdot \mathrm {K} }}={\frac {1}{\mathrm {K} }}=\mathrm {K} ^{-1}}
A hőmérséklet-változást a gyakorlatban többnyire Celsius-fokban mérjük, ezért a hőfoktényező másik mértékegysége:
{\displaystyle \left[\alpha \right]={\frac {1}{\mathrm {^{\circ }C} }}=(\mathrm {^{\circ }C} )^{-1}}
Mivel a hőmérsékletváltozás mérőszáma a Celsius-skálán és a Kelvin-skálán mindig ugyanakkora, ezért a hőfoktényező fenti két mértékegysége is megegyezik.
A hőfoktényező értelmezhető a fajlagos ellenállás hőmérsékletfüggése alapján is, azaz
{\displaystyle \alpha ={\frac {\rho -\rho _{0}}{\rho _{0}(T-T_{0})}}}.
Könnyen belátható, hogy a két definíció egyenértékű egymással.
Az anyagok ellenállása elég alacsony hőmérsékleten a fentieknél bonyolultabban változik. Az ellenállás bizonyos fémeknél, illetve kerámiáknál az abszolút nulla fok (azaz 0 K) közelében gyakorlatilag nullává válik. Ezt a jelenséget szupravezetésnek, az ilyen anyagot szupravezetőnek nevezzük.

## Egyenáramú hálózatok eredő ellenállása

Az eredő ellenállás fogalma

A gyakorlatban szükség lehet arra, hogy egymással összekapcsolt fogyasztókat egyetlen fogyasztóval helyettesítsünk úgy, hogy a hálózat többi részén ennek hatására semmiféle változás se történjen. Annak a fogyasztónak az ellenállását, amellyel a rendszer ilyen módon helyettesíthető, eredő ellenállásnak nevezzük. Jele többnyire Re, de ha nem okoz félreértést, egyszerűen csak R-rel jelöljük.

### Soros kapcsolás

Fogyasztók soros kapcsolása

Fogyasztók soros kapcsolásánál az egyes fogyasztók elágazás nélkül kapcsolódnak egymáshoz. A rendszer két kivezetését az első és az utolsó fogyasztó szabadon maradó kivezetései alkotják. Mérésekkel, illetve elméleti úton is igazolható, hogy soros kapcsolásnál a rendszer eredő ellenállása ugyanakkora, mint az egyes fogyasztók ellenállásának összege. Képlettel:
{\displaystyle R_{\mathrm {e} }=R_{1}+R_{2}+\ ...\ +R_{\mathrm {n} }}
Speciálisan n db R ellenállású fogyasztó soros kapcsolásánál az eredő ellenállás:
{\displaystyle R_{\mathrm {e} }=n\cdot R}

### Párhuzamos kapcsolás

Fogyasztók párhuzamos kapcsolása

Fogyasztók párhuzamos kapcsolásánál minden fogyasztó egyik kivezetése a rendszer egyik kivezetéséhez, a másik vége pedig a rendszer másik kivezetéséhez csatlakozik. Mérésekkel, illetve elméleti úton is igazolható, hogy párhuzamos kapcsolásnál a rendszer eredő ellenállásának reciproka ugyanakkora, mint az egyes ellenállások reciprokának összege. Képlettel:
{\displaystyle {\frac {1}{R_{\mathrm {e} }}}={\frac {1}{R_{1}}}+{\frac {1}{R_{2}}}+\ ...\ +{\frac {1}{R_{\mathrm {n} }}}}
Speciálisan n db R ellenállású fogyasztó párhuzamos kapcsolásánál az eredő ellenállás:
{\displaystyle R_{\mathrm {e} }={\frac {R}{n}}}
Igazolható, hogy két fogyasztó párhuzamos kapcsolásánál az eredő ellenállás közvetlenül az
{\displaystyle R_{\mathrm {e} }={\frac {R_{1}\cdot R_{2}}{R_{1}+R_{2}}}}
összefüggés alapján is kiszámítható.